# سیارک ۱۴۰۹
سیارک ۱۴۰۹ (به انگلیسی: 1409 Isko، نامگذاری:1937AK) هزار و چهارصد و نهمین سیارک کشف شده‌است که در ۸ ژانویه ۱۹۳۷ و در هایدلبرگ کشف شد.
قدر مطلق سیارک برابر ۱۰٫۶۰ است.